# 김홍신의 대발해
《김홍신의 대발해》는 2007년 김홍신 작가가 발표한 대하소설이다.
발해를 건국한 고왕 대조영부터 발해의 전성기(무왕(2대), 문왕(3대), 선왕(10대))와 멸망을 다루는 역사소설이다.
총 10권으로,
- 1권 : 혈로를 뚫고
- 2권 : 다시 뜨는 고구려 혼불
- 3권 : 개국황제 대조영
- 4권 : 황자의 역심
- 5권 : 등주와 장상을 점령하다
- 6권 : 불심과 진신사리
- 7권 : 동경천도와 역모
- 8권 : 오태후의 야망
- 9권 : 모반의 수레바퀴
- 10권 : 발해여, 발해여

으로 구성되어 있다.
1권부터 3권까지는 대조영이 발해를 건국하기 위해 당나라와 싸우는 이야기를, 4권부터 5권은 대문예가 당나라에 투항하는 것부터 무왕 대무예가 장문휴를 시켜 등주를, 자신은 군대를 이끌고 장성을 함락하는 내용과 문왕 대흠무의 성장과정을 다루고 있다. 나머지는 정치, 문화, 행사등에 관한 이야기다. 가상인물만 500여명이 될만큼 엄청나게 커다란 내용의 소설이다. 발해의 역사를 이렇게 생생하게 그려낸 소설은 현대에 거의 남아있지 않기 때문에 읽어볼 가치는 충분하다. 